# 埃斯佩蘭薩·歌姆茲
埃斯佩蘭薩·歌姆茲·席爾瓦（西班牙語：Esperanza Gómez Silva，1980年5月18日—），哥倫比亞前女模特兒及成人片演員。

## 生平
埃斯佩蘭薩·歌姆茲1980年5月18日生於卡爾達斯省貝拉爾卡薩。小時候夢想著成為模特兒；最初想在大學學習農學，但因社會偏見認為這是「又窮又髒的人」的職業，轉而學習獸醫。然而，由於她害怕犧牲動物而放棄。
歌姆茲的模特兒生涯始於12歲。16歲時，她出現在內衣廣告中。2006年，贏得了哥倫比亞電視花花公子小姐，從而獲得了代表她的國家參加國際版選美比賽的權利。之後她前往美國洛杉磯追求成人事業，2009年首次出演色情片。同年，歌姆茲登上哥倫比亞雜誌《SoHo》11月號；她承認成為色情女演員正符自己所求。歌姆茲自稱是不害怕別人說閒話的色情女演員之一，因此選擇不使用化名拍片。她還透露，13歲起就對這些類型的電影感興趣。2017年與美國製片人結婚，此前兩人在成人界已合作七年之久。
2021年，據傳歌姆茲有意參與政治，包括競選哥倫比亞國會議員。但11月時澄清並無此意。她補充：「我認為色情比政治本身更具有道德觀念，人們認為色情是骯髒、謊言且道德盡失，但政治對我來說才是又髒又充滿謊言。」

## 外部連結
- 官方网站
- 埃斯佩蘭薩·歌姆茲的X（前Twitter）
- 埃斯佩蘭薩·歌姆茲在互联网电影资料库（IMDb）上的資料（英文）
- 埃斯佩蘭薩·歌姆茲在網際網路成人電影資料庫
- 成人電影資料庫上埃斯佩蘭薩·歌姆茲的资料（英文）